# 黏滑癒齒鯛
黏滑癒齒鯛為輻鰭魚綱鱸形目鱸亞目癒齒鯛科的一種，為熱帶海水魚，分布於中西大西洋巴哈馬群島外海海域，深度155-640公尺，體長可達13公分，棲息底中層水域，生活習性不明。

## 擴展閱讀
維基物種上的相關：黏滑癒齒鯛